# Eddie Mathews
Edwin Lee „Eddie“ Mathews Jr. (* 13. Oktober 1931 in Texarkana, Texas; † 18. Februar 2001 in La Jolla, Kalifornien) war ein US-amerikanischer Baseballspieler und -manager in der Major League Baseball (MLB).

## Biografie
Der linkshändige Schlagmann Eddie Mathews galt als einer der herausragenden 3. Basemen seiner Zeit. Sein erstes Spiel in der National League bestritt er am 15. April 1952 für die Boston Braves. Bereits 1949 hatte er im Jahr seines Highschool-Abschlusses den Vertrag mit den Braves unterzeichnet. In seiner Zeit in den Minor Leagues spielte er unter anderem bei Teams in Milwaukee und Atlanta, wo ihn auch seine Major-League-Karriere hinführen sollte. Bereits in seinem ersten Jahr gelangen ihm 25 Home Runs. Am 27. September gelangen ihm sogar bei den Brooklyn Dodgers drei Stück in einem Spiel. Hiermit hatte er einen neuen Rekord für einen Rookie aufgestellt.
Da die Braves sich in Boston auf einem absteigenden Ast befanden, wechselte das Team 1953 in den Mittleren Westen nach Milwaukee. Hier waren den Braves die Sympathien der Stadt sowie der gesamten Umgebung sicher. Mathews gelangen 47 Home Runs, die meisten in der National League in dieser Spielzeit. 1954 zierte er das erste Titelbild der Zeitschrift Sports Illustrated.
1957 und 1958 konnten die Milwaukee Braves zweimal den Titel in der National League gewinnen. In den World Series kam es zu zwei Aufeinandertreffen mit den New York Yankees. Im ersten Jahr konnten die Braves die Yankees in sieben Spielen bezwingen. Im vierten Spiel der Serie konnte Mathews mit einem Home Run im 10. Inning den Sieg für die Braves sicherstellen. 1958 setzten sich die Yankees in sieben Spielen durch. 1958 hatte er die National League wieder mit 46 Home Runs angeführt. Ty Cobb, der nicht für große Lobeshymnen für moderne Baseballspieler bekannt war, sagte über Mathews:„Ich kannte drei oder vier, die einen perfekten Schwung besaßen. Und dieser Junge ist einer von denen.“
Seinen 500. Homerun erzielte Mathews am 14. Juli 1967 im Trikot der Houston Astros gegen Juan Marichal von den San Francisco Giants. Mathews war zu diesem Zeitpunkt erst der siebte Spieler, der diese Marke erreichen konnte. Von den Astros wechselte er noch zu den Detroit Tigers, mit denen er 1968 seine zweite World Series gewinnen konnte. Mathews wurde hier noch in zwei Spielen eingesetzt. Nach dieser Saison beendete er seine Karriere als Spieler.
Von 1972 bis 1974 übernahm er den Posten des Managers bei den Atlanta Braves. In seine Amtszeit fiel der 715. Home Run von Hank Aaron. Mathews war der einzige Spieler, der in allen drei Orten, in denen die Braves beheimatet waren, gespielt hat. 1978 wurde er in die Baseball Hall of Fame gewählt. Am 18. Februar 2001 verstarb er im Alter von 69 Jahren an den Folgen einer Lungenentzündung.